# Kobresia laxa
Kobresia laxa är en halvgräsart som beskrevs av Christian Gottfried Daniel Nees von Esenbeck. Kobresia laxa ingår i släktet sävstarrar, och familjen halvgräs. Inga underarter finns listade i Catalogue of Life.